# Viacha
Viacha är huvudstad i provinsen Ingavi i departementet La Paz i Bolivia vid floden Pallina, 32 kilometer sydväst om La Paz. Staden som ligger 3 894 meter över havet har en beräknad folkmängd av 38 825 invånare (2008).
I San Augustine-kyrkan i Viacha finns vad som antas vara världens minsta staty av Jungfru Maria. Enligt legenden hittades statyn i bergen vid staden för 250 år sedan, men enligt lokalbefolkningen hittades den i floden. 